# Зестапони
Зестапони или Зестафони (грузински: ზესტაფონი) е град в Имеретия, Грузия. Разположен е на бреговете на река Квирила, на 180 km западно от Тбилиси и 30 km югоизточно от Кутаиси. Административен център е на Зестапонски район. Важен металургичен център. Към 2014 г. има население от 20 814 души.

## История
Името Зестапони на грузински означава „горен брод“. Градът е упоменат за пръв път в документи от 1560 г. През 1820-те години, тук се създава казашки пост, с име Квирили. След Октомврийската революция градът е преименуван на Джугели, а през 1920-те години му е възвърнато историческото име – Зестапони. Териториите около града са в центъра на един от древните исторически райони на Грузия – Маргвети. Тук са разположени множество исторически паметници.

## Икономика
В града работи най-голямото металургично предприятие на Грузия, което обработва основно манганови руди. Произвеждат се също електроуреди и кабели. Районът на Зестапони е център на винопроизводството в Грузия.

## Спорт и култура
Футболният отбор на града – ФК Зестапони е двукратен шампион по футбол на Грузия. Тук е роден известният писател Борис Акунин.

## Известни личности
Родени в Зестапони
- Борис Акунин (р. 1956), писател
- Шалва Дадиани (1874-1959), писател

Починали в Зестапони
- Виталий Дараселия (1957-1982), футболист